# Frontino
Frontino là một đô thị ở tỉnh Pesaro và Urbino trong vùng Marche. Vào 2001, đô thị này có dân số 369 và diện tích là 10 km² với mật độ 37 người/km².
Frontino giáp các đô thị sau: Carpegna, Piandimeleto và Pietrarubbia.